# Oakley (Kansas)
Oakley – miasto położone w  hrabstwach Gove, Logan, Thomas. Liczba ludności w 2010 roku wynosiła 2045.